# Kjachtinskij rajon
Il Kjachtinskij rajon (in russo Кабанский район?) è un municipal'nyj rajon della Repubblica autonoma di Buriazia, nella Siberia. Istituito nel 1923, occupa una superficie di 4.684 chilometri quadrati, ospita una popolazione di circa 41.287 abitanti ed ha come capoluogo Kjachta.